# پرستار پژوهش‌گر
پرستار پژوهش‌گر (به انگلیسی: Nurse Researcher) یک مجله پرستاری به زبان انگلیسی است که به وسیلهٔ انتشارات کالج سلطنتی پرستاری انگلستان (RCN Publishing) به چاپ می‌رسد. موضوعات منتشر شده در این سه‌ماهنامه شامل مقاله‌ها و پژوهش‌های روشمند به همراه مقالات پرستاری بالینی تا کاربردی است.